# Río Guerrero
El río Guerrero, a veces referido como arroyo, es un río del oeste de la península ibérica perteneciente a la cuenca hidrográfica del Guadiana, que transcurre por la provincia de Badajoz (España).

## Curso
La cabecera del Guerrero se encuentra en la vertiente sur de la sierra de Leoncillo, en el término municipal de Puebla de Obando. El río discurre en sentido norte-sur hasta las inmediaciones de la localidad de Novelda del Guadiana, donde gira en dirección oeste y trasncurre paralelo al río Guadiana durante varios kilómetros has su desembocadura en este en el paraje del Novillero de la Victoria. 
Su principal afluente es el río Alcazaba.

## Historia
Algunos historiadores creen que la célebre batalla de Sagrajas tuvo lugar a orillas del río Guerrero. 